# Gymnothorax panamensis
'Gymnothorax panamensis' es una especie de peces de la familia de los morénidas en el orden de los Anguilliformes.

## Morfología
Los machos pueden llegar a alcanzar los 70 cm de longitud total.

## Distribución geográfica
Se encuentra desde el Golfo de California hasta Colombia y Chile, incluyendo las Islas Galápagos.